# 小林詩織
小林 詩織（こばやし しおり、1988年5月20日 - ）は、神奈川県出身の元女子サッカー選手。ポジションはゴールキーパー。

## 来歴

### クラブ
2007年に日テレ・メニーナから日テレ・ベレーザに昇格。
2013年にノジマステラ神奈川相模原に移籍。
2016年に大和シルフィードに移籍。大和シルフィードで2年間プレーした後、2017年の終わりに引退した。

### 代表
2008年10月、11月にチリで行われるU-20女子ワールドカップに臨むU-20日本代表に選出された。大会では2試合に出場し、チームはベスト8だった。

## 代表歴
- U-20日本代表
  - 2008 FIFA U-20女子ワールドカップ; ベスト8（2試合出場）